# Zamęcin (gromada)
Zamęcin (od 1 I 1962 Choszczno) – dawna gromada, czyli najmniejsza jednostka podziału terytorialnego Polskiej Rzeczypospolitej Ludowej w latach 1954–1972.
Gromady, z gromadzkimi radami narodowymi (GRN) jako organami władzy najniższego stopnia na wsi, funkcjonowały od reformy reorganizującej administrację wiejską przeprowadzonej jesienią 1954 do momentu ich zniesienia z dniem 1 stycznia 1973, tym samym wypierając organizację gminną w latach 1954–1972.
Gromadę Zamęcin z siedzibą GRN w Zamęcinie utworzono – jako jedną z 8759 gromad na obszarze Polski – w powiecie choszczeńskim w woj. szczecińskim na mocy uchwały nr V/42/54 WRN w Szczecinie z dnia 5 października 1954. W skład jednostki weszły obszary dotychczasowych gromad: Zamęcin i Zwierzyn ze zniesionej gminy Krzęcin oraz miejscowości Gostyczyn, Koplin, Rudniki, Stawin, Szczepanka, Wicko i Wysokie z miasta Choszczna w powiecie choszczeńskim, ponadto obszar dotychczasowej gromady Gleźno ze zniesionej gminy Piasecznik w powiecie pyrzyckim w tymże województwie. Dla gromady ustalono 13 członków gromadzkiej rady narodowej.
1 stycznia 1962 do gromady Zamęcin włączono miejscowości Sulechówek, Stary Klukom i Kleszczewo z gromady Krzęcin w tymże powiecie, po czym gromadę Zamęcin zniesiono, przenosząc siedzibę GRN z Zamęcina do Choszczna i zmieniając nazwę jednostki na gromada Choszczno.